# Професор Цветан Лазаров (булевард в София)
Вижте пояснителната страница за други значения на Цветан Лазаров.
„Професор Цветан Лазаров“ е булевард в източна София. Носи името на българския авиоконструктор Цветан Лазаров. Дължината на булеварда е 5,5 км.
Успоредно на част от трасето на булеварда минават железопътни релси. Две от най-близките железопътни гари до булеварда са гара Христо Смирненски и гара Искър. Булевардът пресича булевардите „Асен Йорданов“, „Брюксел“, „Христофор Колумб“ и „Копенхаген“, както и ул. Димитър Пешев. Служи за граница между кварталите Дружба 1 и Дружба 2, а също и между Дружба 1 и Полигона.
По булеварда вървят автобусни линии 9, 204 и 404, както и тролейбусна линия номер 4.

## Обекти
На бул. „Професор Цветан Лазаров“ или в неговия район се намират следните обекти:
- Слатинска река
- Тържище „Слатина-Булгарплод“
- Борса „Къра“
- ЧПГ „Св. св. Кирил и Методий“
- Висше транспортно училище „Тодор Каблешков“
- Транспортен колеж
- ЧДР „Джани Родари“
- 121 ЦДГ „Росна китка“
- Куклен театър
- Университет по библиотекознание и информационни технологии
- Метростанция "Дружба"
- Храм „Св. Илия“
- 85 ОДЗ „Звездичка“
- 77 ОДЗ „Ханс Андерсен“
- 68 СОУ „Академик Никола Обрешков“
- 28-и ДКЦ филиал
- 150 ОУ „Цар Симеон I“
- Момина чешма – ОМВ